# Barbra Streisand
Barbra Joan Streisand, ameriška filmska, gledališka in televizijska igralka ter pevka, *24. april 1942, Brooklyn, New York, ZDA.
Barbra je bila rojena siromašni judovski družini v New Yorku. Že v najstniških letih je pričela z nastopanjem v nočnih glasbenih klubih, osrednja želja ji je bila postati igralka.
Tekom pevske kariere je izdala 35 glasbenih albumov, ki so bili v ZDA prodani v preko 71.5 milijonih izvodih ter v 140 milijonih širom sveta. Od leta 1963 do danes je igrala v več kot štiridesetih filmih različnih žanrov.
Streisandova je podpornica Demokratske stranke, saj je ta po njenih besedah »stranka delavnega sloja ljudi in manjšin, za slednjo se namreč šteje tudi sama.« V dobrodelne sklade za pomoč ženskam, za ozaveščanje o državljanskih pravicah in ohranitev življenjskih habitatov ter ohranjanje voda je namenila preko 32 milijonov ameriških dolarjev.